# Объединённая церковь Христа в Нигерии
Объединенная церковь Христа в Нигерии (англ. United Church of Christ in Nigeria) — реформатская деноминация в Африке. 

## История
В 1956 году представители Суданской внутренней миссии (англ. Sudan Interior Mission), Суданской объединенной миссии (англ. Sudan United Mission) и Церкви Братьев (англ. Church of the Brethren) согласились построить церковь для вооруженных сил в Кадуне.
Членство в этом новом сообществе быстро увеличивалось. Но между церквями-партнёрами возник спор по доктринальным вопросам, особенно о крещении младенцев, в результате чего члены Суданской объединенной миссии на конгрессе в Кадуне в 1962 году решили сформировать отдельную церковь «Объединенную церковь Христа в Нигерии».

## Статистика
Под руководством пастора Хабилы Алейедено (англ. Habila Aleiyedeno) церковь быстро росла в районе Кадуны и в целом на севере Нигерии, говорящем на языке хауса. В 2004 году в церкви насчитывалось 66 000 членов, 81 община и 12 домашних приходов. Женского рукоположения не существует. По другим данным в церкви более 100 приходов, 35 служителей.

## Внешние сношения
Церковь — член Всемирного сообщества реформатских церквей.

## Внешние ссылки
- Сайт Объединенной Церкви Христа